# Bigak
Bigak é um pavilhão perto de Gwanghwamun no centro de Seul. O pavilhão foi construido em 1902 para comemorar o 40º aniversário da coroação do Imperador Gojong e o seu 50º aniversário de nascimento, assim como a fundação em 1897 do Império Coreano.